# Milânfan
Milânfan (in kirghiso Милянфан?, Milyanfan; in dungani: Милёнчуан) è un villaggio del Kirghizistan; è popolato prevalentemente da dungani.